# 弗拉迪斯拉夫·约万诺维奇
弗拉迪斯拉夫·约万诺维奇（1933年6月9日—）是一位塞尔维亚外交家，曾任塞尔维亚和南联盟时期的外交部长。

## 教育经历
约万诺维奇于1933年出生在塞尔维亚南部的Žitni Potok，父母都是教师。1951年他在贝尔格莱德的高中毕业，之后在贝尔格莱德大学法学院学习，并取得了法学士学位。

## 职业生涯
1957年，约万诺维奇进入南斯拉夫外交部，从此开始了外交生涯。1960年，他被派往南斯拉夫驻比利时布鲁塞尔大使馆工作，1964年回国，继续在外交部任职。
1967-1971年，约万诺维奇以二等秘书职务派驻南斯拉夫驻土耳其安卡拉大使馆，1975-1979年任南斯拉夫驻英国伦敦参赞，1980年7月1日改任南斯拉夫外交部西欧司司长。1985年11月至1989年，他又出任南斯拉夫驻土耳其大使。1991年7月至1995年8月担任塞尔维亚和后来的南联盟外交部长。
2000年10月推土机革命发生后，约万诺维奇被解除南联盟常驻联合国代表团团长的职务，随后他回到贝尔格莱德并淡出外交事务。
2005年2月14日，约万诺维奇在荷兰海牙的前南斯拉夫问题国际刑事法庭为斯洛博丹·米洛舍维奇出庭作证。
尽管淡出外交事务，约万诺维奇仍不时接受媒体采访，批评西方政府对塞尔维亚的政策。如2011年对北科索沃的冲突，他评价道：“西方应当清楚地认识到，他们傲慢忽视塞尔维亚利益的政策不会让塞尔维亚站在他们那边。”  
在同年9月26日的一次采访中，他称对于科索沃，塞尔维亚还没有打完手上的牌——停止接近西欧国家的政策，这本应在更早时候就实施，但现在也还为时不晚。